# Auguste Hargus

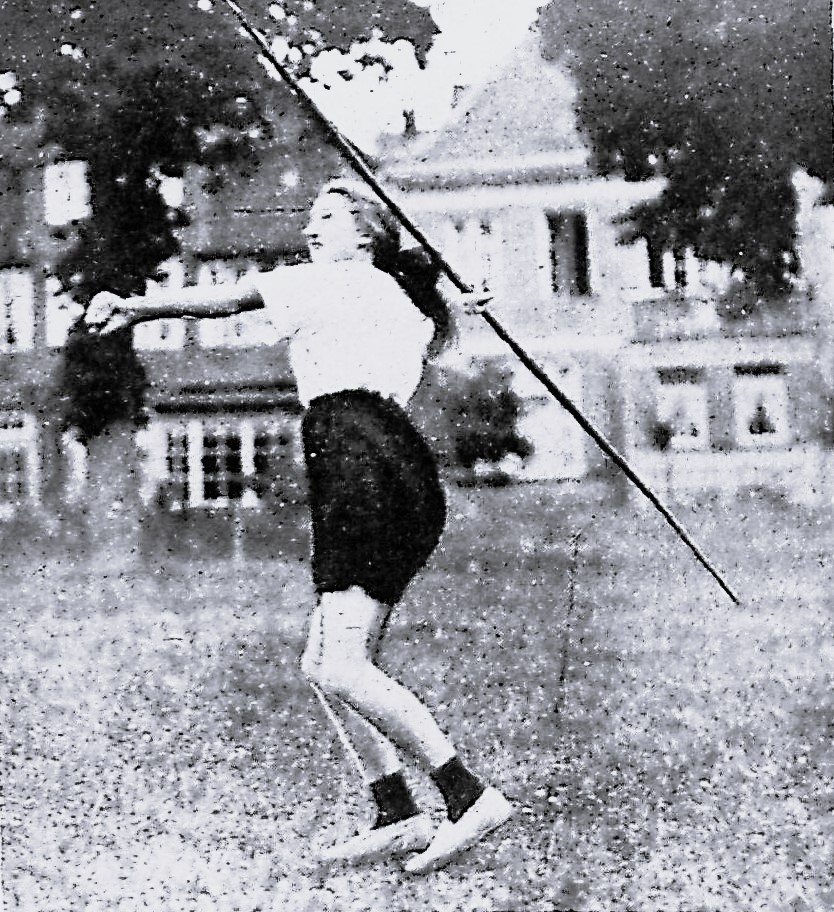
Auguste Hargus (1927)

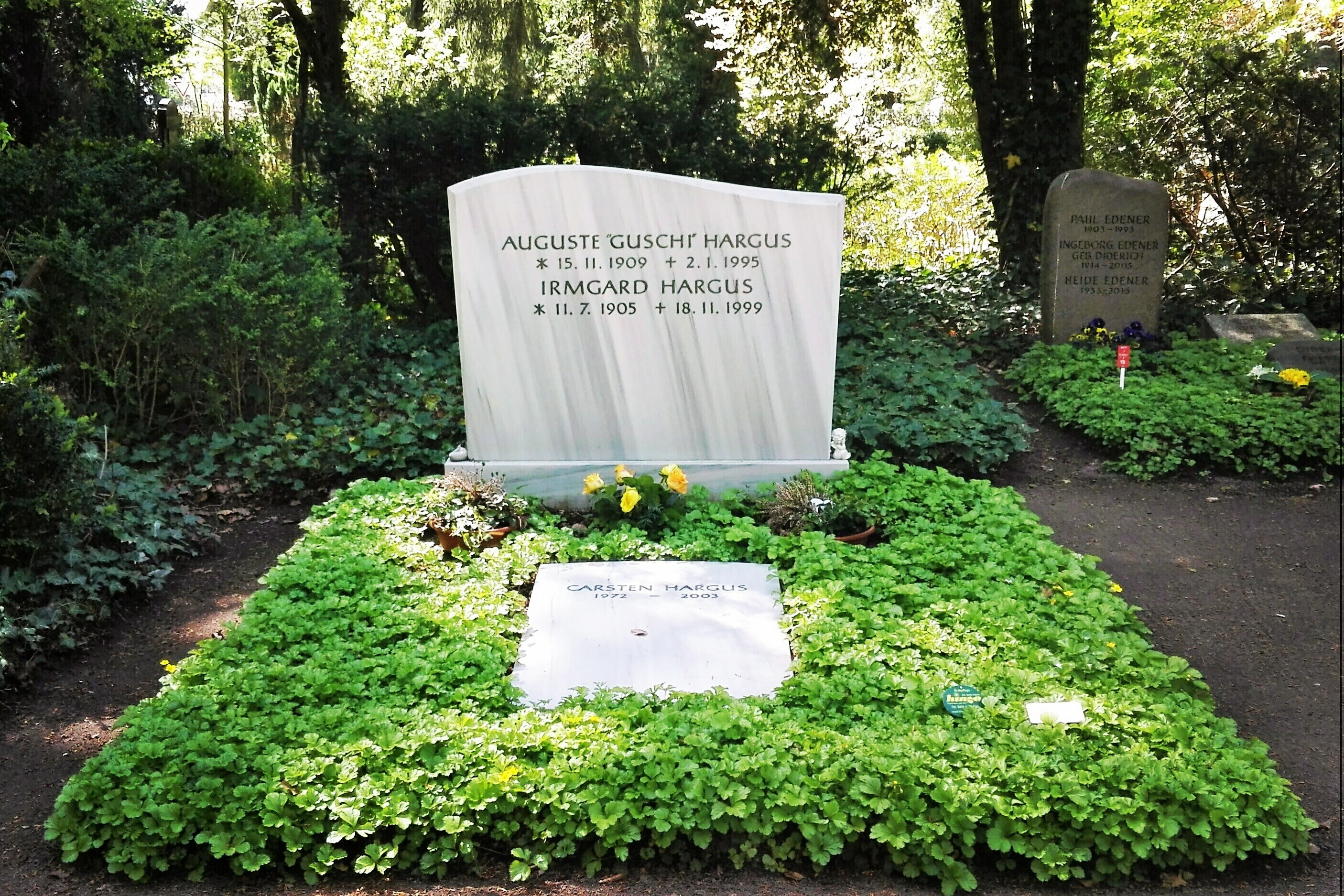
Burgtorfriedhof

Auguste "Guschi" Hargus (även Augustine), född 15 november 1909 i Lübeck, förbundsland Schleswig-Holstein; död 2 januari 1995 i Lübeck, var en tysk friidrottare med kastgrenar som huvudgren. Hargus var en pionjär inom damidrott, hon var världsrekordhållare i spjutkastning och blev silvermedaljör vid den tredje damolympiaden 1930.

## Biografi
Auguste Hargus föddes 1909 i Lübeck i norra Tyskland. När hon började med friidrott tävlade hon i spjutkastning men även i kortdistanslöpning och längdhopp. Hon gick med i idrottsföreningen "LBV Phönix Lübeck", senare tävlade hon för "Harvestehude THC" i Hamburg.
1926 blev hon tysk mästare i spjutkastning vid tävlingar i Braunschweig 22 augusti, hon försvarade titeln 1927 vid tävlingar i Breslau 6–7 augusti och åter 1930 vid tävlingar i Lennep 2–3 augusti.
Den 12 juni 1927 satte hon världsrekord i spjutkastning vid tävlingar i Berlin. Den 30 juni 1928 förbättrade hon rekordet (inofficiellt) vid tävlingar i Bremen, den 18 augusti samma år förbättrade hon rekordet officiellt åter vid tävlingar i Berlin.
Hargus deltog vid den tredle damolympiaden 6–8 september 1930 i Prag, under idrottsspelen vann hon silvermedalj i spjutkastning, kastet blev även hennes personbästa.
1931 deltog hon vid Olimpiadi della Grazia 29–31 maj i Florens, under dessa spel tog hon silvermedalj i spjutkastning och längdhopp samt Svensk stafett (med Marie Dollinger, Lisa Gelius, Detta Lorenz och Hargus som fjärde löpare).
Senare började hon med landhockey, hon spelade i landslaget och för "Harvestehude THC" där hon blev tysk mästare 1942, 1943, 1944, 1950, 1951, 1957 och 1958.
Hargus dog 1995 i hemstaden Lübeck.